# Río Pachitea
Der Río Pachitea ist ein 340 km (einschl. Quellflüssen: 645 km) langer linker Nebenfluss des Río Ucayali im östlichen Zentral-Peru in den Provinzen Oxapampa (Region Pasco) und Puerto Inca (Region Huánuco).

## Flusslauf
Der Río Pachitea entsteht 11 km ostsüdöstlich der Stadt Ciudad Constitución am Zusammenfluss von Río Palcazú (links) und Río Pichis (rechts). Der Río Pachitea durchfließt die vorandine Region, anfangs in überwiegend nördlicher Richtung, später in Richtung Nordost. Nach 15 km überquert der Fluss die Provinzgrenze nach Puerto Inca. Der Rio Pachitea weist auf seiner gesamten Fließlänge ein stark mäandrierendes Verhalten auf. Bei Flusskilometer 205 liegt die Provinzhauptstadt Puerto Inca am rechten Flussufer. Bei Flusskilometer 140 mündet der kleinere Nebenfluss Río Shebonya linksseitig in den Fluss. Dieser erhielt Bekanntheit durch einen Flugzeugabsturz in dessen Nähe im Jahre 1971. Bei Flusskilometer 78 liegt die Siedlung Tournavista, bei Flusskilometer 30 die Siedlung Honoria, beide am linken Flussufer. Bei Honoria mündet das kleine Flüsschen Shanay-timpishka, das von heißen Quellen gespeist wird, linksseitig in den Río Pachitea. Dieser mündet schließlich 40 km südlich der Stadt Pucallpa in den Río Ucayali.

## Einzugsgebiet
Der Río Pachitea entwässert ein Areal von etwa 29.200 km². Über den Süden des Einzugsgebietes erstreckt sich die Provinz Oxapampa, über den Norden des Einzugsgebietes die Provinz Puerto Inca.
Im Westen bildet die Cordillera Huaguruncho, Teil der peruanischen Zentralkordillere, die Wasserscheide zum Río Huallaga. Im Süden grenzt das Einzugsgebiet des Río Pachitea an das des Río Perené, im Norden an das des Río Aguaytía. Östlich des Río Pachitea erhebt sich das Sira-Gebirge (Gran Pajonal). Östlich des in Nord-Süd-Richtung verlaufenden Gebirgszuges fließt der Río Ucayali. Der Gebirgszug endet im Norden am rechten Ufer des Río Pachitea unweit dessen Mündung. Nach Süden hin erreicht der Gebirgszug Höhen von über 3000 m und verschmilzt schließlich mit der weiter westlich verlaufenden peruanischen Ostkordillere.